# Everything Zen
«Everything Zen» es el primer sencillo de la banda británica de rock alternativo Bush en su primer álbum Sixteen Stone. Fue lanzada en 28 de enero de 1995.

## Video musical
El video fue el primer video Bush nunca había hecho un video. El video fue dirigido por Matt Mahurin, que también hace una aparición en el video que lleva una máscara, y se rodó en 12 y 13 de noviembre de 1994. Las escenas del vídeo se recrea en los créditos de apertura de la serie de televisión Millennium.
Gavin Rossdale dijo en la realización del video:
«Yo ni siquiera había visto que muchos videos antes de hacer esto porque nunca he tenido MTV. Sólo recuerdo que se sentía raro con mímica todas aquellas personas de pie alrededor, pero pronto superar eso. Obviamente, este video fue muy importante para romper nosotros en América.»

## Sencillo
- European CD sencillo 6544-95794-2
  1. «Everything Zen» (Radio Edit)
  2. «Bud»
  3. «Monkey» (LP Versión)
  4. «Everything Zen» (LP Versión)
- European 12-inch Vinyl A8196T
  1. «Everything Zen» (Radio Edit)
  2. «Bud»
  3. «Monkey» (LP Versión)
  4. «Everything Zen» (LP Versión)

## Posiciones
| Lista (1995)                            | Posición |
| --------------------------------------- | -------- |
| Australia ARIA Charts Singles Chart     | 41       |
| Canadian RPM Alternative 30             | 5        |
| Netherlands MegaCharts Singles Chart    | 45       |
| UK Singles Chart                        | 99       |
| US Billboard Hot 100 Airplay            | 40       |
| US Billboard Hot Mainstream Rock Tracks | 5        |
| US Billboard Modern Rock Tracks         | 2        |